# Tonbridge and Malling (borough)
Pour les articles homonymes, voir Tonbridge and Malling.
Tonbridge and Malling est un district non-métropolitain et borough dans le comté du Kent.

## Le gouvernement local
- Borough

Tonbridge and Malling a son conseil basé à Kings Hill, avec un bureau régional au château de Tonbridge. Le borough est divisé à des fins politiques, en 26 Ward, dont sept dans la ville de Tonbridge (appelés Cage Green, Castle, Higham, Judd, Medway, Trench and Vauxhall Wards). En dehors de la ville, les conseillers servent les wards en  couvrant les villages suivants ou groupes de villages, dont beaucoup ont aussi des conseils paroissiaux :
- Aylesfor
- Blue Bell Hill, and Walderslade
- Borough Green and Long Mill
- Burham, Wouldham et Eccles
- Ditton
- Downs
- East Malling,
- East Peckham & Golden Green
- Hadlow, Mereworth & West Peckham
- Hildenborough
- Ightham
- Kings Hill
- Larkfield - deux salles: le Nord et le Sud
- Snodland - deux salles: Est et Ouest
- Wateringbury
- West Malling & Leybourne
- Wrotham

### Civil parishes
Le niveau inférieur du gouvernement local est la paroisse civile. En voici la liste :
- Addington
- Aylesford
- Birling
- Borough Green
- Burham
- Ditton
- East Malling et Larkfield
- East Peckham
- Hadlow
- Hildenborough
- Ightham
- Kings Hill
- Leybourne
- Mereworth
- Offham
- Platt
- Plaxtol
- Ryarsh
- Shipbourne
- Snodland
- Stansted
- Trottiscliffe
- Wateringbury
- West Malling
- West Peckham
- Wouldham